# Ainuppioaivi
Ainuppioaivi är ett berg i Finland. Det ligger i Enontekis i landskapet Lappland, i den norra delen av landet, 900 km norr om huvudstaden Helsingfors. Toppen på Ainuppioaivi är 522 meter över havet.
Terrängen runt Ainuppioaivi är platt åt sydost, men åt nordväst är den kuperad.  Trakten runt Ainuppioaivi är nära nog obefolkad, med mindre än två invånare per kvadratkilometer. Det finns inga samhällen i närheten. Omgivningarna runt Ainuppioaivi är i huvudsak ett öppet busklandskap.